# 多紀連山

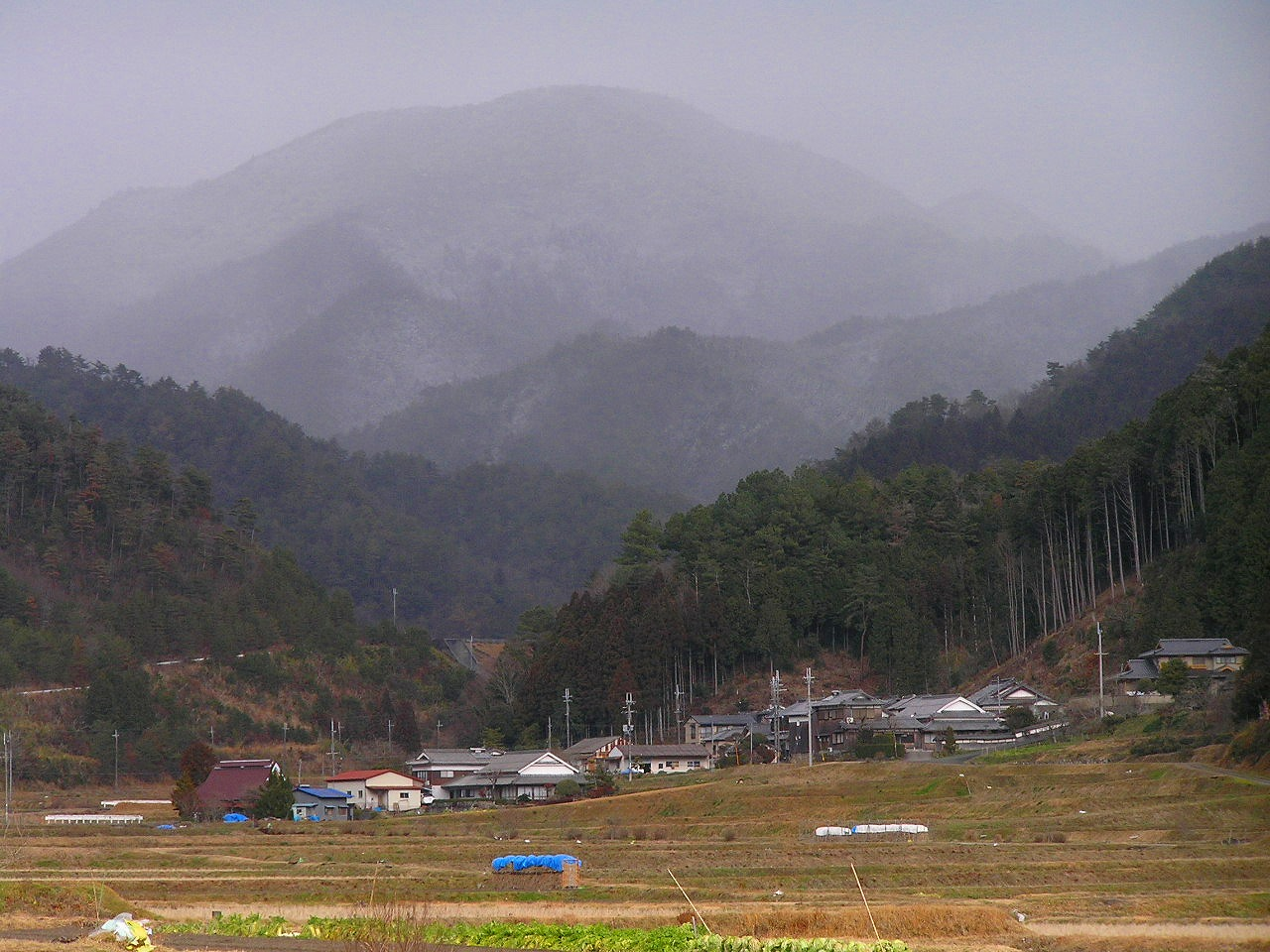
西嶽峰

多紀連山（日语：／ Takirenzan */?）位于日本，是起於京都府，末至丹波篠山市、丹波市之間呈現岸壁狀的山脈總稱，舊多紀郡時期也曾被稱為多紀阿爾卑斯山。由主峰御嶽（海拔793米）、西嶽（海拔727米）、小金嶽（海拔725米）三峰為中心構成。

## 概要

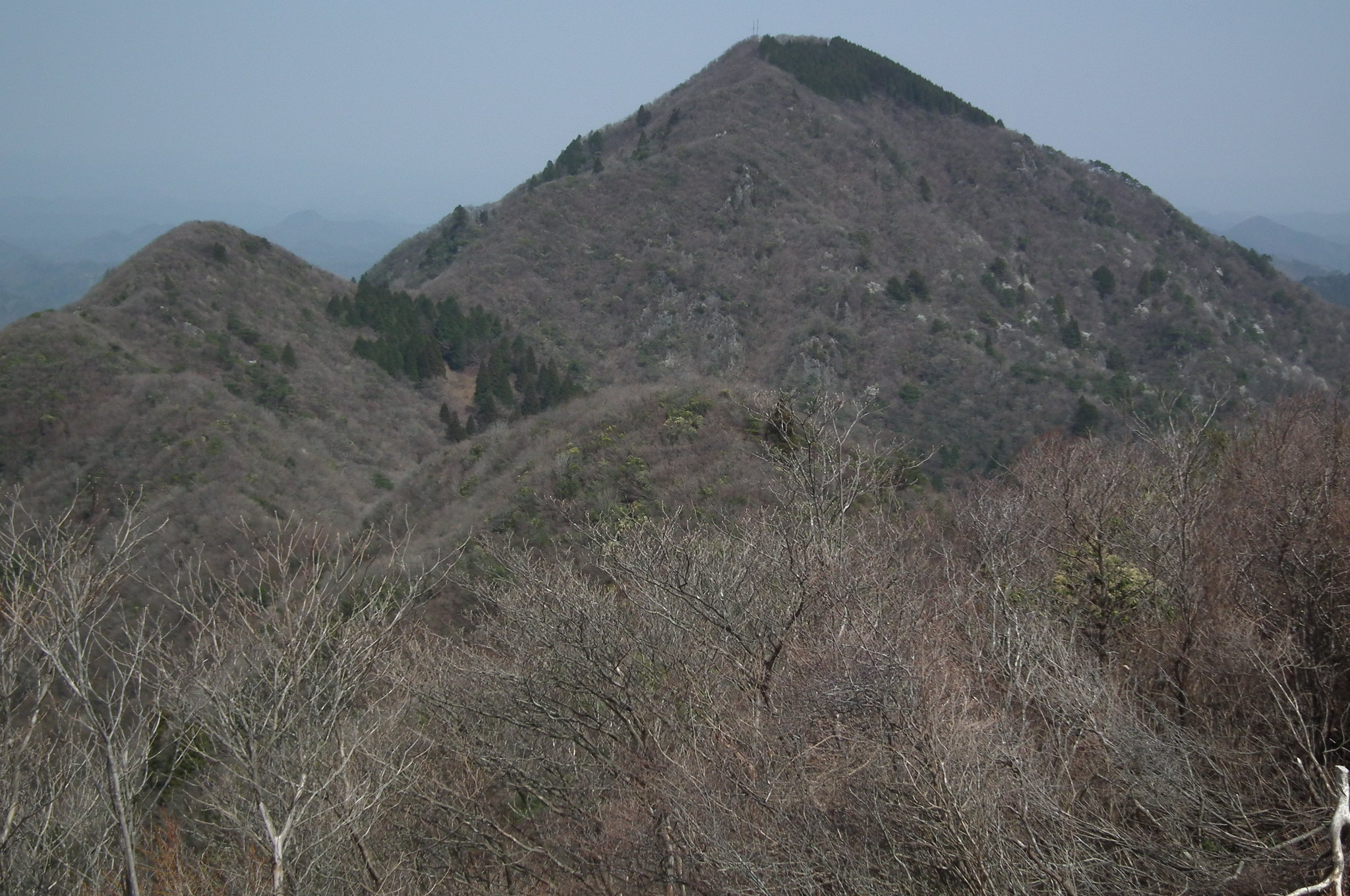
從西嶽眺望的主峰御嶽（793m）

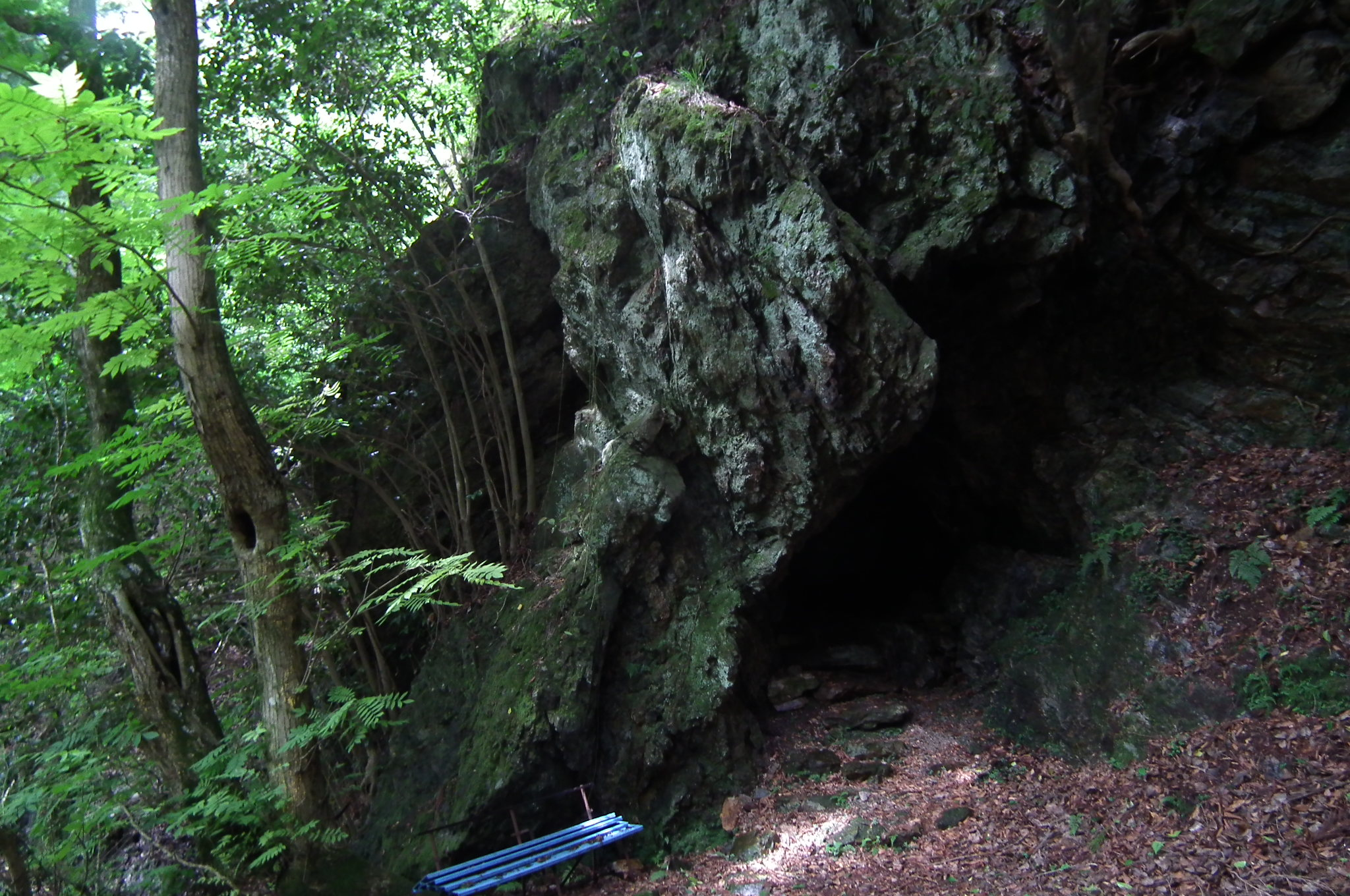
愛染窟

多紀連山縣立自然公園由篠山盆地北方的一連串標高600〜800的連峰所構成。古生代地層岩質為石英岩。南方地形和緩，而北方呈現較為急峻的地形，並且是注入日本海的由良川水系及注入瀨戶內海的加古川水系之分水嶺。在多紀連山，鼓峠（つづみたお）是標高最低的分水嶺。植物生態豐富，也生長了許多西紀町的代表花常綠杜鵑、杜鵑花，筬羊齒蕨、岩鏡草等高山植物也多處可見。除了一部分的山麓之外，櫸樹、櫟屬、楓屬等樹種構成的自然森林，一到秋季便會以轉紅的樹葉將山麓染上色彩，美不勝收。包含多紀連山在內，環繞著篠山盆地的山脈每到秋季便會發生被稱為「丹波霧」的濃霧現象，在清晨時可觀覽雲海。
在平安時代末期至中世紀期間，多紀連山曾被作為修道場所而繁榮一時，但是在1482年（文明14年）間因大峰山（大和修驗場）的僧兵來襲，寺院被燒毀殆儘。現今還能看見大岳寺（みたけじ）跡、福泉寺跡、水飲場等當時殘留下來的遺跡。以及「東之覗」「不動岩」「西之覗」「愛染窟」等具道行場特色的地名仍保存逸今。
現今被指定為縣立自然公園，同時也進行著登山歩道的整備工作；在此能觀察到許多山野草、高山植物、鳥獸等自然生態。 春季三花杜鵑、石楠花等花卉綻放，在新綠的山中點綴色彩；秋季時全山則被雜木林染紅。另外，從山頂可遠眺至神戶的六甲山或淡路島。

### 御嶽（三嶽）（793m）
多紀連山的主峰，古時被稱為藍波峰，山頂又分為東、西二峰，西側為最高峰且設置了三角點，東側則有石室。南側正下方是修驗道場「本山新金峰寺」、「大伽藍大岳寺」，並由數個堂所並列建成。現在仍於每年5月由山中的僧人主持開山儀式。從山頂可一覽周邊主要的山峰：北方是大江山、長老岳，東方為京都的愛宕山、大阪的生駒連峰，南面可見六甲山及播磨灘，西邊則是但馬之栗等山峰。

### 西嶽（727m）
山形雄壯，南側多山根、北面則是由山頂為始的絕崖峭壁且有無數個岩場，在岩場綻放的石楠花亦成一美景。因懸崖斷落而步行困難且危險之處不在少數。

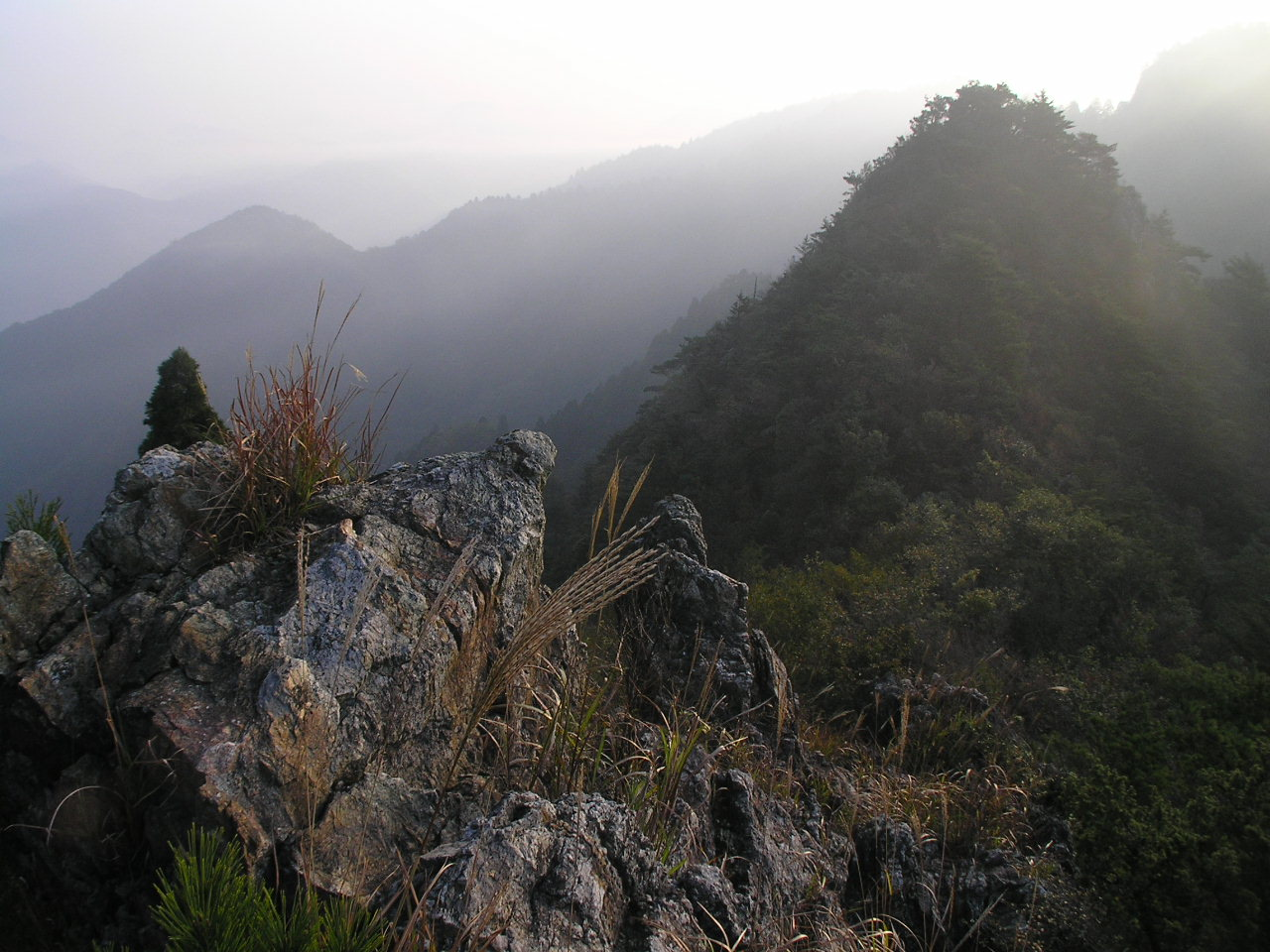
雲海漫布的小金嶽

### 小金嶽（725m）
在三座山峰之中最具有阿爾卑斯山風貌的山峰，山容奇岩畢露。岩質為石英岩。古時因為藏王堂坐落於此，亦因而被稱為藏王岳。急峻而成馬背狀、展望視野良好的立足點不少，除此之外也有可攀岩的山壁，但也相對的具有危險性。以山頂的藏王堂為始，或是以正南側下方的福泉寺為始，曾經有諸多寺院、里坊被存在於此。

## 登山
現今丹波地方的登山路線非常受到歡迎。該山的登山歷史可追溯到鎌倉時代至室町時代，被當時的修行者作為修道場，在入山後不間斷地以法螺、錫杖的聲響以及念誦經文，大音量地傳達至遠方的村里。作為修行道的有裡、外2條路線，外線由篠見四十八瀧為始，沿著山峰西進至御嶽的行者堂，被稱為環金剛界。裡線起於御嶽山頂，西進並通過西嶽養福寺，下至瀧之宮的水路為止，此線被稱為環胎藏界。

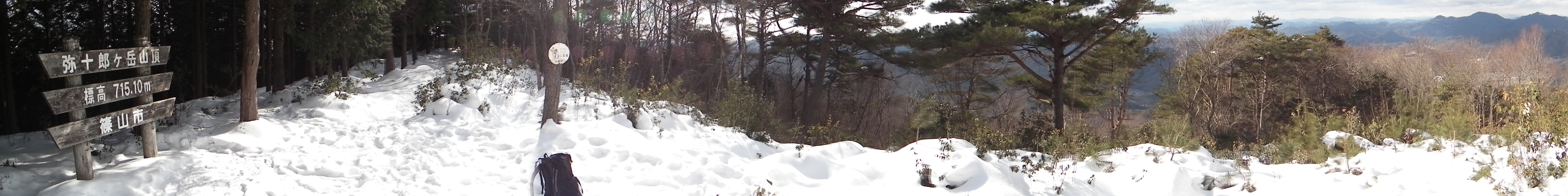
彌十郎嶽由山頂眺望多紀連山（畫面右方）